# Provincia Como
Como este o provincie în regiunea Lombardia în Italia.